# Gower (schiereiland)

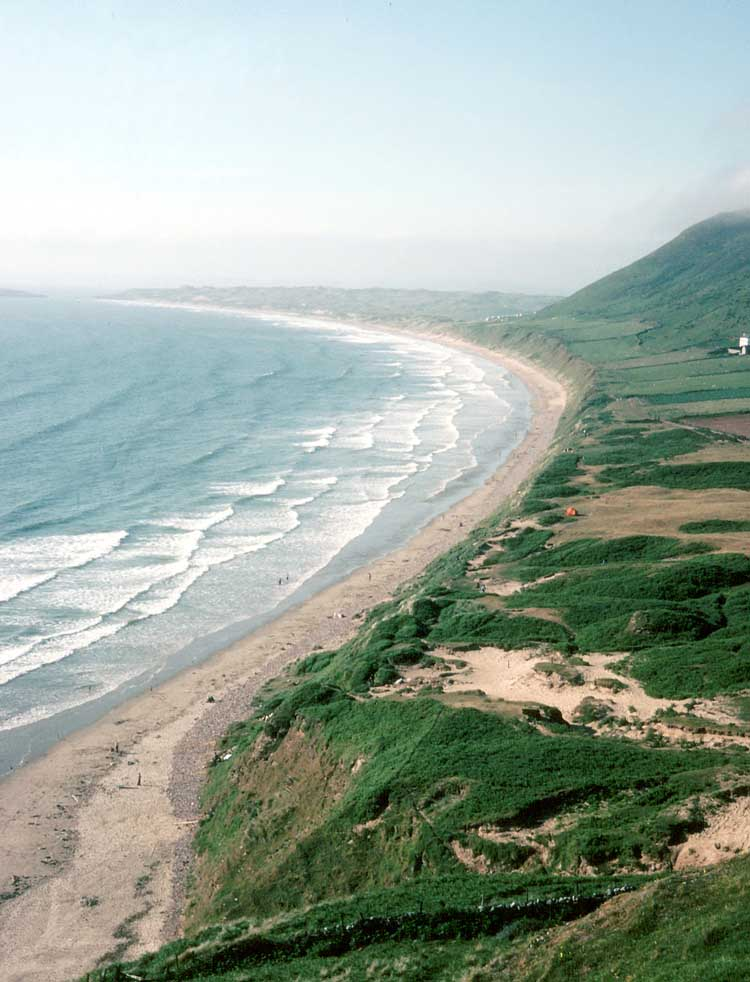
Rhossili Beach

Het schiereiland Gower (Welsh: Penrhyn Gŵyr), meestal kortweg Gower genoemd, is een schiereiland aan de zuidwestelijke kust van Wales, ten noorden van het Kanaal van Bristol, en ten zuidwesten van het historische graafschap Glamorgan. In 1956 was dit het eerste gebied in het Verenigd Koninkrijk dat erkend werd als National Landscape.
Aan de noordzijde wordt Gower begrensd door de monding van de Loughor en in het oosten door de Baai van Swansea.
Gower heeft een groot aantal grotten, waaronder de Paviland Cave en de Minchin Hole Cave.
Langs de 22 km lange zuidkust van het schiereiland wisselen stranden en kliffen elkaar af. Ook liggen er veel baaien, waaronder de Baai van Laagland en de Three Cliffs Bay. Aan de noordkant van Gower liggen minder stranden.